# Канадски природњачки музеј
Канадски природњачки музеј (енгл. Canadian Museum of Nature, фр. Musée canadien de la nature) је природњачки и национални музеј у Отави, Онтарио, Канада. Изложбе и јавни програми музеја смештени су у згради Меморијалног музеја Викторије, на 18 910 м². Сама зграда је 1990. године проглашена националним историјским локалитетом Канаде. Административне канцеларије и научни центри музеја смештени су на одвојеној локацији, у Кампусу природне баштине, у месту Гатино у Квебеку.
Музеј потиче из музеја који је основао Геолошки завод Канаде 1856. године. Сам музеј је првобитно био смештен у Монтреалу а 1881. године бива пресељен у центар Отаве. Године 1911. музеј се преселио у зграду Меморијалног музеја краљице Викторије. У почетку музеј историје природе, ова установа је касније проширила поље рада и на антропологију и људску историју, сходно томе 1927. године бива преименована у Национални музеј Канаде. Одељења националног музеја су касније одвојена у засебне установе, а природњачки одсек формирао је Национални музеј природних наука 1968. године. Данашњи назив музеј је усвојио 1990. године, након што је створено као самостално јавно предузеће. Од 2004. до 2010. године музеј је радио на рестаурацији своје главне изложбене зграде.
Збирка музеја садржи преко 14,6 милиона примерака који се односе на свет природе, од којих је један број изложен у сталним поставкама музеја. Музеј такође угошћује и организује бројне путујуће изложбе, а уз то подржава и спроводи бројне истраживачке програме који се односе на историју природе.

## Историја

### Почеци рада (1856–1968)
Канадски музеј природе потиче од сакупљања Канадског геолошког завода, организације основане 1842. у Монтреалу. 1856. законодавна скупштина колоније Канаде донела је акт који је заводу омогућио да оснује музеј за излагање предмета пронађених током његових геолошких и археолошких теренских путовања. У почетку музеј се налазио у Монтреалу, тадашњем главном граду колоније. 1877. године музејски мандат је званично проширен тако да укључује проучавање савремене фауне и флоре, поред људске историје, језика и традиције.
1881. године музеј се сели из Монтреала у центар Отаве; иако се простор у новом објекту убрзо показао неадекватним, Краљевско друштво Канаде поднело је молбу савезној влади да изгради нову зграду за музеј до 1896. године. Прелиминарни планови за нову зграду састављени су до 1899. године, иако су радови на згради почели тек 1906. Следеће године управљање музејом преузело је Одељење за руднике, чији је мандат формално проширен на антрополошке студије. Нова зграда музеја, зграда Викторија Меморијал, такође је завршена 1910, иако је за јавност отворена тек 1912. 1927. музејски део Одељења за руднике преименован је у Национални музеј Канаде; и тада музеј званично бива одвојен од Канадског геолошког завода.
Управа Народног музеја пребачена је из Одељења за руднике у Одељење за ресурсе и развој 1950. године. Музеј је 1956. подељен на два огранка, један усмерен на историју природе, а други на антропологију. Мандат музеја је касније проширен када је Национални музеј Канаде 1958. године преузео управљање Канадским ратним музејом; и одељење за историју основано у музејском антрополошком огранку 1964.

### Природњачки музеј (1968–данас)
Године 1968. огранци Националног музеја Канаде подељени су у засебне музеје. Канадски музеј природе настао је из природњачке гране музеја, у почетку основане као Национални музеј природних наука. Огранак антрополошке и људске историје некадашњег Националног музеја Канаде постао је Национални музеј човека (касније преименован у Канадски музеј цивилизације 1988. године, и онда поново у Канадски историјски музеј 2013. године), док је научно-технолошки огранак постао Национални музеј науке и технологије (касније преименован у Канадски музеј науке и технологије). Исте године основана је Национална музејска служба Канаде која ће служити као кровна организација националних музеја, као и пружити подршку и административне јединице за музеје. Национални музеј природних наука чинио је део Националне музејске службе Канаде све док организација није распуштена 1988.
1990. влада Канаде усвојила је Закон о музејима, што је довело до оснивања Националног музеја природних наука у садашњем облику као и оснивање још неколико националних музеја који су били основани као аутономна јавна предузећа. Истим законом преименован је и Национални музеј природних наука у Канадски музеј природе. Од те године музеј је једини у згради краљице Викторије. Музеј је 1997. године отворио нови објекат за истраживање и колекције у Гатиноу у Квебеку, објединивши своје истраживачке објекте и фондове колекција у једној згради.
Између 2004. и 2010. године, федерална влада је потрошила око 216 милиона канадских долара на ширење и реновирање Канадског музеја природе. Извођење пројекта рехабилитације рађена је у фазама, при чему су велики деловима постојеће структуре уклањани и рушени ради обнове. 22. маја 2010. године, на Међународни дан биолошке разноврсности, зграда музеја поново је отворена за јавност. Стаклени торањ зграде или Фењер краљице посвећени су у част краљице Викторије и Елизабете II, а Елизабета II је и сама присуствовала церемонији посвећења куле у јуну 2010.